# Wicomico County
Wicomico County is een county in de Amerikaanse staat Maryland.
De county heeft een landoppervlakte van 977 km² en telt 84.644 inwoners (volkstelling 2000). De hoofdplaats is Salisbury (Maryland).